# Любимов, Николай Алексеевич
Николай Алексеевич Любимов (1830—1897) — русский физик, публицист, один из учредителей Московского математического общества, заслуженный профессор Московского университета.

## Биография
Родился от неизвестной женщины в госпитале Московского воспитательного дома и был взят на воспитание профессором А. Л. Ловецким. Его происхождение неизвестно, но по сведениям П. Н. Каптерева (правнука брата Ловецкого, М. Л. Ловцова), Любимов был незаконным сыном Ловецкого. Был записан в мещанское сословие.
Окончил с серебряной медалью 3-ю московскую гимназию (1847) и принят в том же году в число своекоштных студентов на физико-математический факультет Московского университета, который закончил со степенью кандидата физико-математических наук (1851). В августе 1852 года был определён старшим преподавателем естественных наук в 4-ю московскую гимназию.
Занимался преимущественно физикой, выдержал устный и письменный экзамен на степень магистра физики. Назначен на должность адъюнкта по кафедре физики и физической географии Московского университета (20.10.1854), где в течение 28 лет преподавал физику. Также преподавал в Александровском сиротском кадетском корпусе. Степень магистра получил в 1856 году за диссертацию «Основной закон электродинамики и его приложение к теории магнитных явлений». В 1857—1859 годах работал в лабораториях Реньо в Париже и Севре, а затем в Гёттингене. После возвращения преподавал физику в нескольких учебных заведениях, в том числе он был приглашён на должность преподавателя физики в Ремесленное учебное заведение (будущее Императорское Техническое училище), где он разработал новую учебную программу по физике, в которой, кроме теоретического материала, впервые ученикам этого учебного заведения предлагалось решать простейшие задачи и проводить простейшие опыты; в течение 1858—1868 годов он заведовал здесь физическим кабинетом.
В 1859 году Любимов был назначен исполнять должность экстраординарного профессора в Московском университете, заменив на кафедре физики умершего М. Ф. Спасского. Избран ординарным профессором (1865). Читал в Московском университете публичные лекции по физике, сопровождавшиеся опытами (1860 и 1868). В 1860 году на одной из своих лекций он применил электрическое освещение, осветив учебную аудиторию и двор университета; это событие стало тогда мировой сенсацией. В 1865 году за диссертацию «О Дальтоновом законе и количестве пара в воздухе при низких температурах» получил степень доктора. Н. А Умов отмечал:

Педагогическая деятельность Н. А. (Любимова) в Московском университете, несомненно, представляла значительный шаг вперёд. В постановке преподавания физики приходилось начинать почти с азбуки и доведение его до совершенства, которого оно достигло в руках Η. Α., требовало больших усилий и недюжинных способностей. Труд Н. А. был большим приобретением в истории кафедры физики Московского университета, но это было только полдороги… Задачи университетской кафедры не овладевали всею деятельностью Н. А. На новом пути его работы приобретали всё более и более публицистический оттенок, увлёкший его в области, далёкие от ближайших задач профессора физики
— Шпольский Э. В. Николай Алексеевич Умов // УФН. — 1947. — Т. XXXI. Вып. 1.
Н. А. Любимов был одним из ведущих сотрудников М. Н. Каткова в «Московских ведомостях» и Русском вестнике; под псевдонимом «Варфоломей Кочнев» была опубликована серия очерков под общим названием «Против течения», в которых Любимов обращал внимание на «грозное сходство» положения России рубежа 1870—1880-х годов с положением Франции перед падением монархии; он отмечал, что революция в России уже фактически началась, и признаками её являются уже даже не действия революционеров, а паралич государственной воли, когда власть идет на поводу у либералов, этих невольных пособников нигилистов. Любимов выступил с резкой критикой либеральных реформ Александра II.
В 1876 году тридцать пять профессоров Московского университета, среди них — С. М. Соловьёв и А. Г. Столетов, подписали Открытое письмо против позиции проф. Н. А. Любимова о реформе российских университетов. Поскольку Министерство народного просвещения поддержало позицию Любимова, Соловьёв был вынужден подать в отставку с поста ректора и вскоре покинул университет.
С 1879 года Н. А. Любимов — заслуженный профессор Московского университета.
После опубликования мнения Любимова о необходимости университетской реформы (Университетский вопрос / Мой вклад) он с  21 октября 1882 года был назначен членом Совета министра народного просвещения и стал одним из создателей университетского устава 1884 года.
Будучи фактическим редактором «Русского вестника» в период 1863—1882 годов, Любимов редактировал романы Ф. М. Достоевского «Преступление и наказание» и «Братья Карамазовы».
Был произведён в чин тайного советника 13 апреля 1886 года. Был награждён орденами: Белого орла (01.01.1894), Св. Владимира 2-й ст, Св. Анны 1-й ст., Св. Станислава 1-й ст., медалью в память царствования Александра III.
Умер 6 (18) мая 1897 года. Похоронен на Никольском кладбище Александро-Невской лавры.

## Семья
Дети:
- Дмитрий (1864—1942), виленский губернатор (1906), сенатор, помощник варшавского генерал-губернатора (1914);
- Николай (?—?).
- Ольга (1871—?), замужем за графом В. Ф. Доррером.

## Публикации
- Против течения. Беседы о революции. Наброски и очерки в разговорах двух приятелей // Русский вестник. 1880. № 8, 9; 1881, № 3, 6, 10; 1882. № 1, 7, 12; 1883. № 1, 5; 1884. № 1; отд. изд. Вып. 1—3. М., 1880—82;
- М. Н. Катков. (По личным воспоминаниям) // Русский вестник. 1888. № 1—3, 7, 8; 1889. № 2—3; отд. изд. под назв. «М. Н. Катков и его историческая заслуга». СПб., 1889;[9]
- Летопись мимоидущего. — СПб., 1892;
- Крушение монархии во Франции. — М., 1893; СПб., 1905

В 1873 году издал учебник «Начальная физика в объеме гимназического преподавания» (М.: Унив. тип. (Катков и К°), 1873. - VIII, 991 с. : ил.); в 1886 — «Философия Декарта»; в 1893 — «Крушение монархии во Франции»; в 1892—1896 — «История физики. Опыт изучения логики открытий в их истории», Ч. 1—3.
В философском отношении Любимов стоял на позициях индуктивизма и агностицизма. «Дух естествоведения» он противопоставлял «духу системы», к проявлениям которого относил и немецкую натурфилософию, и французский позитивизм, и материализм («В чем дух естествоведения?». — «Моск. унив. известия», 1866—1867, № 4; также в сб. «Мой вклад», Т. 2, М., 1887, с. 466—526).